# Degarelix
Degarelix (INN) hoặc degarelix acetate (USAN), được bán dưới tên thương hiệu Firmagon trong số những người khác, là một liệu pháp hormone được sử dụng trong điều trị ung thư tuyến tiền liệt.
Testosterone là hoóc môn nam thúc đẩy sự phát triển của nhiều khối u tuyến tiền liệt và do đó làm giảm testosterone lưu hành xuống mức rất thấp (thiến) thường là mục tiêu điều trị trong việc kiểm soát ung thư tuyến tiền liệt tiến triển. Degarelix bắt đầu tác dụng ngay lập tức, liên kết với các thụ thể hormone giải phóng gonadotropin (GnRH) trong tuyến yên và ngăn chặn sự tương tác của chúng với GnRH. Điều này gây ra sự giảm nhanh và sâu sắc của hormone luteinizing (LH), hormone kích thích nang trứng (FSH) và đến lượt nó, ức chế testosterone.

## Sử dụng trong y tế
Một giai đoạn III, ngẫu nhiên, thử nghiệm lâm sàng 12 tháng (CS21) trong ung thư tuyến tiền liệt  so sánh thiếu hụt androgen với một trong hai liều degarelix hoặc chất chủ vận GnRH, leuprorelin. Cả hai liều degarelix đều có hiệu quả tương đương với leuprorelin trong việc ức chế testosterone đến mức thiến (.5 0,5   ng / mL) từ ngày 28 đến hết học (ngày 364). Nồng độ testosterone bị ức chế nhanh hơn đáng kể với degarelix so với leuprorelin, với degarelix đạt được mức độ thiến đồng đều vào ngày thứ ba của điều trị mà không thấy trong nhóm leuprorelin. Không có sự gia tăng testosterone với degarelix so với sự gia tăng ở 81% những người dùng leuprorelin. Degarelix dẫn đến giảm mức PSA nhanh hơn so với leuprorelin cho thấy kiểm soát ung thư tuyến tiền liệt nhanh hơn. Các kết quả gần đây cũng cho thấy rằng liệu pháp degarelix có thể giúp kiểm soát ung thư tuyến tiền liệt lâu hơn so với leuprorelin.

## Tác dụng phụ
Như với tất cả các liệu pháp hormone, degarelix thường được kết hợp với tác dụng phụ hormon như bốc hỏa và tăng cân. Do chế độ quản lý (tiêm dưới da), degarelix cũng liên quan đến các phản ứng tại chỗ tiêm như đau tại chỗ tiêm, ban đỏ hoặc sưng. Phản ứng tại chỗ tiêm thường có cường độ nhẹ hoặc trung bình và xảy ra chủ yếu sau liều đầu tiên, giảm tần suất sau đó.

## Dược lý
Thuốc đối kháng GnRH (thuốc ức chế thụ thể) như degarelix là một loại liệu pháp hormon mới cho ung thư tuyến tiền liệt. Các tác nhân này là các dẫn xuất peptide tổng hợp của decapeptide GnRH tự nhiên - một loại hormone được tạo ra bởi các tế bào thần kinh ở vùng dưới đồi. Thuốc đối kháng GnRH cạnh tranh với GnRH tự nhiên để liên kết với thụ thể GnRH trong tuyến yên. Liên kết thuận nghịch này ngăn chặn sự giải phóng LH và FSH từ tuyến yên. Việc giảm LH sau đó dẫn đến sự ức chế nhanh chóng và duy trì sự giải phóng testosterone từ tinh hoàn và sau đó làm giảm kích thước và sự phát triển của ung thư tuyến tiền liệt. Điều này dẫn đến việc giảm nồng độ kháng nguyên đặc hiệu tuyến tiền liệt (PSA) trong máu của bệnh nhân. Đo mức PSA là một cách để theo dõi bệnh nhân ung thư tuyến tiền liệt đang đáp ứng với điều trị như thế nào.
Không giống như các chất chủ vận GnRH, gây ra sự kích thích ban đầu của trục hạ đồi-tuyến yên-tuyến sinh dục (HPGA), dẫn đến sự gia tăng nồng độ testosterone và trong một số trường hợp nhất định, sự bùng phát của khối u, thuốc đối kháng GnRH không gây ra sự đột biến trong testosterone hoặc bùng phát lâm sàng. Bùng phát lâm sàng là hiện tượng xảy ra ở những bệnh nhân mắc bệnh tiến triển, có thể gây ra một loạt các triệu chứng lâm sàng như đau xương, tắc nghẽn niệu đạo và chèn ép tủy sống. Các cơ quan dược phẩm đã đưa ra các cảnh báo đóng hộp liên quan đến hiện tượng này trong thông tin kê đơn cho thuốc chủ vận GnRH. Vì sự gia tăng testosterone không xảy ra với thuốc đối kháng GnRH, bệnh nhân không cần phải sử dụng thuốc chống ung thư như là sự bảo vệ bùng phát trong điều trị ung thư tuyến tiền liệt. Chất chủ vận GnRH cũng gây ra sự gia tăng nồng độ testosterone sau mỗi lần loại bỏ thuốc - một hiện tượng không xảy ra với thuốc đối kháng GnRH như degarelix.
Thuốc đối kháng GnRH có tác dụng ngay lập tức dẫn đến ức chế testosterone nhanh và sâu và do đó đặc biệt có giá trị trong điều trị bệnh nhân ung thư tuyến tiền liệt, nơi cần kiểm soát bệnh nhanh.

## Lịch sử
Vào ngày 24 tháng 12 năm 2008, Cơ quan Quản lý Thực phẩm và Dược phẩm Hoa Kỳ (FDA) đã phê duyệt degarelix trong điều trị bệnh nhân ung thư tuyến tiền liệt tiến triển ở Hoa Kỳ. Sau đó, nó đã được Ủy ban châu Âu chấp thuận theo khuyến nghị của Cơ quan y tế châu Âu (EMEA) vào ngày 17 tháng 2 năm 2009 để sử dụng cho bệnh nhân nam trưởng thành bị ung thư tuyến tiền liệt phụ thuộc hormone. Ferring Pharmaceuticals tiếp thị thuốc dưới tên Firmagon.

## Nghiên cứu
Degarelix được nghiên cứu để sử dụng như một tác nhân thiến hóa học đối với tội phạm tình dục ở Thụy Điển.